# Plas-dras

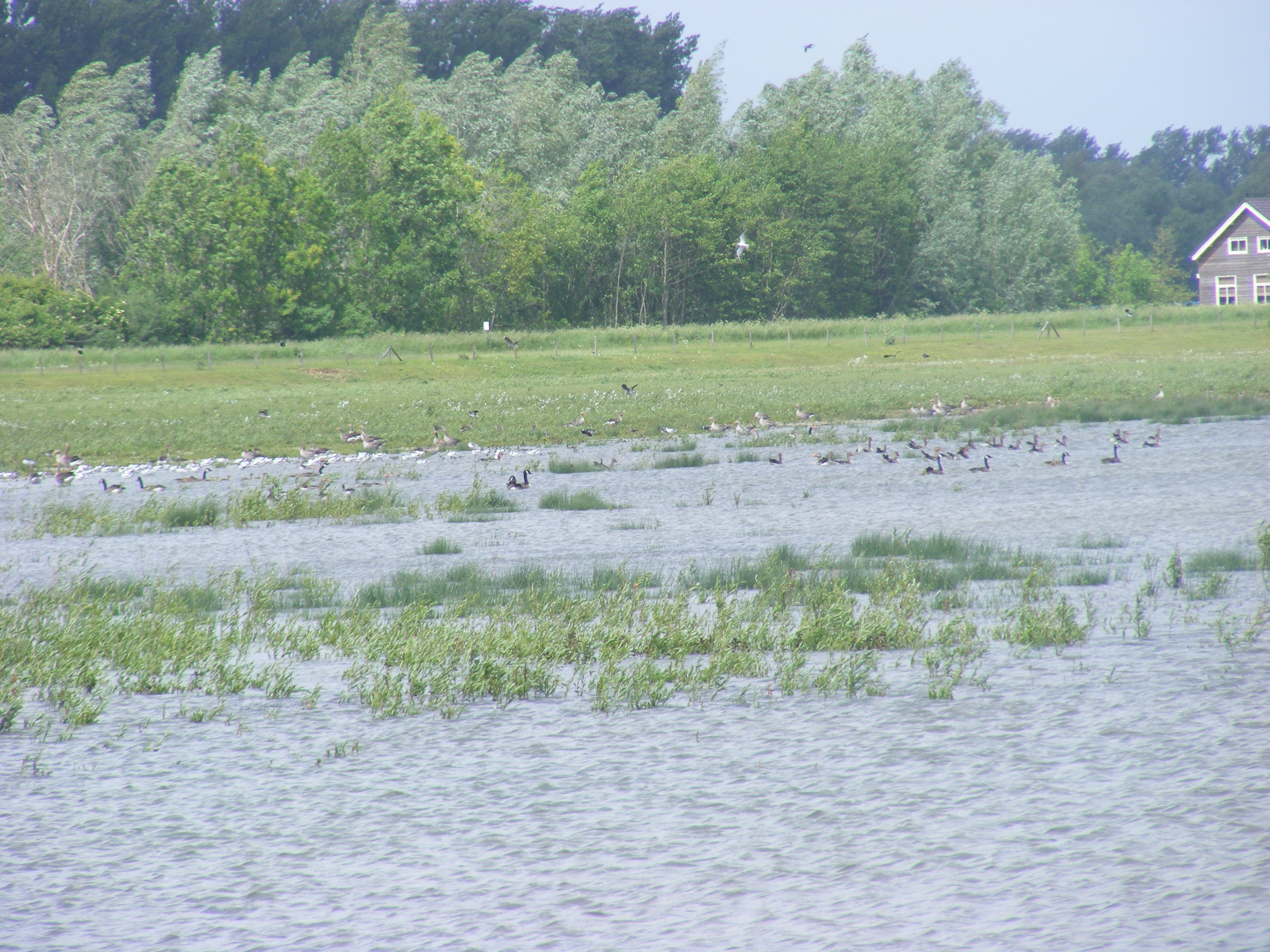
Plas-dras

Plas-dras is de aanduiding voor (meestal) grasland waar de waterstand nagenoeg gelijk is aan die van het maaiveld.
In natte periodes, zoals in de winter, zal het eruitzien als een watervlakte; in droge perioden als grasland. De natte periodes zijn relatief kort, zodat het gras zich wel kan ontwikkelen.
Plas-dras is ideaal voor weidevogels als de grutto. Doordat de bodem zacht is (tegen het modderige aan), kunnen de vogels er voedsel als bijvoorbeeld wormen vinden zonder dat ze gestoord worden door predatoren, voor wie het natte gebied nagenoeg ontoegankelijk is.

## Begrazing
Plas-dras is alleen in de droge perioden geschikt voor begrazing.